# Tim - Un uomo da odiare
Tim - Un uomo da odiare (Tim) è un film del 1979 diretto da Michael Pate e interpretato da Mel Gibson e Piper Laurie.

## Trama
Tim è un giovane lievemente ritardato, ma pieno di vita; svolge lavoretti saltuari per portare ai genitori qualche soldo e si trova a lavorare come giardiniere a casa della signorina Mary: si tratta di una single alle soglie dei cinquanta che si invaghisce di lui, turbata dal suo aspetto aitante e dal suo comportamento di uomo che però parla e ragiona come un adolescente.
Nasce un delicato rapporto, non privo di riserve da parte di Mary e della società, che non vede di buon occhio una relazione del genere. Con l'aiuto di Mary, Tim supera due esperienze dure come il matrimonio della sorella maggiore, cui era molto attaccato, e la morte della madre, colpita da un attacco di cuore. In seguito a questa perdita, il padre di Tim e Mary iniziano ad avvicinarsi: l'anziano vedovo sente infatti che ormai gli resta pochissimo da vivere e si domanda chi mai potrà in futuro occuparsi dovutamente del figlio. Questo avvicinamento provoca un'ingenua scenata di gelosia da parte di Tim, che comunque Mary riesce a placare con un provvidenziale intervento.
La sorella di Tim, dal canto suo, si scaglia con impeto contro la signorina Mary, la quale comincia a sentirsi colpevole e considera seriamente la possibilità di troncare completamente il suo amore platonico con il ragazzo, che invece non capisce i motivi del rancore da parte di sua sorella. Mary rabbrividisce quando le propongono l'idea di un matrimonio con Tim, ma alla fine le spiegano che l'unica alternativa ad un matrimonio sarebbe quella di lasciare Tim completamente solo, forse per il resto dei suoi giorni. Per questo, i due finiscono effettivamente per sposarsi. Mentre Mary non riesce quasi a credere alla propria fortuna, Tim è orgoglioso e pienamente cosciente di quel che sta succedendo.
In seguito, in occasione del funerale del padre, la sorella di Tim dimostra un'altra volta la sua aperta disapprovazione per l'operato di Mary. Il compito di chiarire le cose sta questa volta al giovane, che dopo i difficilissimi eventi familiari risulta in qualche modo cresciuto:  con parole semplicissime ma chiare, farà capire alla sorella che egli oramai è un uomo sposato: si aspetta quindi che si accettino le cose per quel che sono.

## Produzione e risultati commerciali
Nel 1975, l'attore Michael Pate aveva letto il romanzo omonimo di Colleen McCullough e decise di trarne una sceneggiatura per il grande schermo e di dirigere la pellicola, affidando il ruolo di Tim al giovane Mel Gibson, qui in una delle sue prime apparizioni cinematografiche.
Per il ruolo di protagonista femminile, il regista avrebbe voluto affidare la parte ad un'attrice di importanza internazionale e cercò dapprima di ingaggiare Deborah Kerr, Jean Simmons o Glenda Jackson. Quest'ultima, tra l'altro, non sarebbe stata disponibile prima del 1982; alla fine la scelta cadde su Piper Laurie.
Tim ebbe un discreto successo e incassò 809 000 dollari australiani sul mercato locale.